# Lindenberg (Freudenberg)
Lindenberg ist ein Stadtteil Freudenbergs in Nordrhein-Westfalen und liegt im östlichen Stadtgebiet mit rund 900 Einwohnern.

## Geografie
Lindenberg liegt im Tal des Lederbaches, der in südwestlicher Richtung verläuft und in Seelbach in die Alche mündet. Der Ort grenzt im Norden an Bühl, im Osten an Alchen, im Südosten an Seelbach (zu Siegen gehörend), im Süden an Heisberg, im Südwesten an Oberheuslingen und Bottenberg sowie an Büschergrund im Westen. 
Der Ort liegt auf einer Höhe von 310 m und 370 m – höchste Erhebung ist der Groß-Glaesner (415 m), welcher im Zuge der Erschließung des Gewerbegebietes Wilhelmshöhe II durch Abraum geschaffen wurde.

## Geschichte
Der Ort wurde im Jahr 1382 erstmals urkundlich erwähnt.
Bis zum 31. Dezember 1968 gehörte Lindenberg dem Amt Freudenberg an. Seit dem 1. Januar 1969 ist Lindenberg mit Inkrafttreten des zweiten Gesetzes zur Neugliederung des Landkreises Siegen zu einem der 17 Stadtteile der Stadt Freudenberg geworden.
1934 wurde eine Freiwillige Feuerwehr gegründet, die zusammen mit den Feuerwehren Büschergrund, Alchen und Oberholzklau-Bühl den Löschzug 2 der Feuerwehr der Stadt Freudenberg bildet.

### Einwohnerzahlen
Die Entwicklung der Einwohnerzahlen Lindenbergs:
| Jahr | Einwohner |
| ---- | --------- |
| 1818 | 87        |
| 1885 | 148       |
| 1895 | 175       |
| 1905 | 210       |
| 1910 | 229       |
| 1925 | 244       |

| Jahr | Einwohner |
| ---- | --------- |
| 1933 | 277       |
| 1939 | 301       |
| 1950 | 418       |
| 1961 | 468       |
| 1967 | 618       |
| 1994 | 806       |

| Jahr | Einwohner |
| ---- | --------- |
| 2000 | 832       |
| 2010 | 829       |
| 2011 | 836       |
| 2017 | 828       |
| 2019 | 856       |
| 2020 | 868       |

| Jahr | Einwohner |
| ---- | --------- |
| 2021 | 851       |
| 2022 | 888       |

## Infrastruktur

### Verkehrsanbindung
Lindenberg liegt an der Landesstraße 562, die von Siegen nach Freudenberg führt – dort, etwa 500 m vom Ortskern entfernt, liegt eine Anschlussstelle an die Bundesautobahn 45. Im Ortskern zweigt die Kreisstraße 19 nach Oberfischbach ab. Des Weiteren beginnt im Südwesten des Ortes die Landstraße L565, welche im weiteren Verlauf nach Kirchen führt. Dort befindet sich außerdem ein P+R, der jedoch auf Siegener Stadtgebiet liegt.
Zwischen Lindenberg und dem Seelbacher Weiher verläuft ein asphaltierter Radweg.
Durch den Ort verkehren die Buslinien R38 und R40, die von Siegen nach Freudenberg führen, dazu werktags 4 Mal die Regionalbuslinie R53 (von Siegen über die A 45 nach Olpe) sowie die nur in Nächten auf Samstag und Sonntag verkehrende Nachtbuslinie N4 (von Siegen nach Freudenberg).

### Einrichtungen
Im Ort gibt es ein Bürgerhaus, ein Feuerwehrhaus und eine Tankstelle, des Weiteren einige mittelständische Unternehmen sowie einen über die Ortsgrenzen hinaus bekannten Schnellimbiss.